# Vũ Anh Thố
Vũ Anh Thố (1943 - 28 tháng 3 năm 2024) là một tướng lĩnh trong Quân đội nhân dân Việt Nam, hàm Thiếu tướng, nguyên Phó Tư lệnh Quân chủng Phòng không, Phó Tư lệnh Quân chủng Phòng không Không quân.

## Thân thế và sự nghiệp
Ông tên thật là Vũ Văn Thố sinh ngày 14 tháng 1 năm 1943, quê tại xã Yên Nam, huyện Duy Tiên, tỉnh Hà Nam
Tháng 9 năm 1962, ông nhập ngũ, được kết nạp Đảng tháng 6 năm 1966 (chính thức 3.1967).
Tháng 9.1962, chiến sĩ Trung đoàn 46, Quân khu Hữu Ngạn
Tháng 12.1962, chiến sĩ cao xạ 37 mm, Tiểu đoàn 24, Quân khu Hữu Ngạn
Tháng 4.1964, học viên Trường Sĩ quan Cao xạ, Quân chủng Phòng không Không quân
Tháng 10.1965, trung đội trưởng thuộc Đại đội 1, Trung đoàn Tên lửa 236, Quân chủng Phòng không Không quân
Tháng 11.1965, trung đội trưởng, trưởng xe YA kiêm sĩ quan điều khiển thuộc Tiểu đoàn 93 rồi Tiểu đoàn 91, Trung đoàn Tên lửa 278, Quân chủng Phòng không Không quân
Tháng 4.1969, trưởng xe YA, sĩ quan điều khiển thuộc Tiểu đoàn 94, Trung đoàn Tên lửa 261, Sư đoàn Phòng không (PK) 361, Quân chủng Phòng không Không quân
Tháng 4.1970, học viên bổ túc cán bộ đại đội tên lửa Trường Sĩ quan PK, Quân chủng Phòng không Không quân
Tháng 9.1971, giáo viên xạ kích tên lửa, Trường Sĩ quan Cạo xạ, Quân chủng Phòng không Không quân
Tháng 6.1972, tiểu đoàn trưởng Tiểu đoàn 172, Trung đoàn Tên lửa 277, Quân chủng Phòng không Không quân
Tháng 4.1973, tiểu đoàn phó Tiểu đoàn 64, Trung đoàn Tên lửa 236, Sư đoàn Phòng không 361, Quân chủng Phòng không Không quân
Tháng 3.1975, tiểu đoàn trưởng Tiểu đoàn 61, Trung đoàn Tên lửa 236, Sư đoàn Phòng không 361, Quân chủng Phòng không Không quân
Tháng 10.1975, theo học lớp đào tạo cán bộ trung đoàn tên lửa, Trường Sĩ quan PK, Quân chủng Phòng không Không quân
Tháng 8.1978, tham mưu trưởng Trung đoàn Tên lửa 236, Sư đoàn Phòng không 361, Quân chủng Phòng không
Tháng 9.1979, trung đoàn phó kiêm tham mưu trưởng Trung đoàn Tên lửa 236, Sư đoàn PK 361, Quân chủng Phòng không
Tháng 4.1982, quyền trung đoàn trưởng Trung đoàn Tên lửa 277B, Sư đoàn PK 361, Quân chủng Phòng không kiêm Bí thư Đảng ủy Trung đoàn
Tháng 2.1985, học viên Học viện Quân sự Cấp cao khóa 7, đào tạo cán bộ chiến dịch chiến lược.
Tháng 7.1987, sư đoàn phó về quân sự  Sư đoàn PK 361, Quân chủng Phòng không, Đảng ủy viên Sư đoàn
Tháng 1.1988, sư đoàn phó kiêm tham mưu trưởng Sư đoàn PK 361, Quân chủng Phòng không, Đảng ủy viên Sư đoàn
Tháng 10.1989, quyền  sư đoàn trưởng Sư đoàn PK 361, Quân chủng Phòng không
Tháng 3.1991, sư đoàn trưởng Sư đoàn PK 361, Quân chủng Phòng không, phó bí thư Đảng ủy Sư đoàn
Tháng 12.1997, phó tư lệnh Quân chủng Phòng không
Tháng 7.1999, Phó Tư lệnh Quân chủng Phòng không Không quân
Tháng 1 năm 2007, ông nghỉ hưu.
Ngày 28 tháng 3 năm 2024, ông qua đời tại nhà riêng.
Thiếu tướng (11.1999).

## Khen thưởng
• Huân chương Quân công hạng Ba
• Huân chương Chiến công hạng Nhất
• Huân chương Kháng chiến chống Mỹ hạng Nhì
• Huân chương Chiến sĩ vẻ (hạng Nhất, Nhì, Ba)
• Huy chương Quân kỳ quyết thắng